# Podróż apostolska Franciszka do Irlandii
Podróż apostolska papieża Franciszka do Irlandii odbyła się w dniach 25–26 sierpnia 2018 r. Podczas pielgrzymki papież wziął udział w zakończeniu IX. Światowego Spotkania Rodzin organizowanego przez Kościół katolicki w Irlandii.
Franciszek był drugim papieżem odwiedzającym Irlandię; przed nim jeden raz odwiedził Irlandię w dniach 29–30 sierpnia 1979 r. Jan Paweł II.

## Program pielgrzymki
- 25 sierpnia

O 8.15 papież wyleciał samolotem z Rzymu do Dublina; o 10.30 przyleciał na lotnisko w Dublinie. O 11.30 Papież spotkał się z prezydentem Irlandii Michaelem Higginsem. Po spotkaniu papież udał się na zamek w Dublinie, gdzie o 12.10 spotkał się z władzami Irlandii, mieszkańcami Dublina i korpusem dyplomatycznym Irlandii. O 15.30 złożył wizytę w prokatedrze MNP. O 16.30 spotkał się z bezdomnymi. O 19.45 papież wziął udział w festiwalu w Croke Park.
- 26 sierpnia

O 8.40 Papież wyleciał samolotem z Dublina do Knock; przylecił do Knock o 9.20. Zaraz po wylądowaniu papież udał się do sanktuarium. Po przyjeździe odwiedził kaplicę sanktuarium i odmówił z wiernymi modlitwę Anioł Pański. O 10.45 opuścił sanktuarium i udał się na lotnisko w Knock. O 11:15 odleciał samolotem z lotniska do Dublina; samolot z nim wylądował na lotnisku w Dublinie o 11.15. O 11.50 papież spożył 
obiad w siedzibie papieskiej „Seguito”. O 14.30 przyjechał do parku Phoenix, gdzie o 15.00 odprawił mszę świętą. Po mszy spotkał się z biskupami Irlandii w klasztorze sióstr dominikanek. O 18.30 udał się na lotnisko, gdzie odbyła się ceremonia pożegnalna. O 18.45 odleciał samolotem do Rzymu; samolot z nim wylądował na lotnisku w Rzymie o 23.00.

## Źródła
- Papież uda się do Irlandii na Światowe Spotkanie Rodzin, vaticannews, 21 marca 2018
- Papież przyjedzie do Irlandii w 2018, 2017-11-26, Tygodnik Katolicki Niedziela